# Siegfried Sattlberger
Siegfried Sattlberger (* 26. Februar 1940 in Kirchdorf an der Krems) ist ein ehemaliger österreichischer Politiker (ÖVP), Gewerkschafter und Landesangestellter. Er war von 1984 bis 1991 Mitglied des österreichischen Bundesrates.

## Ausbildung und Beruf
Sattlberger besuchte von 1946 bis 1950 die Volksschule und absolvierte von 1950 bis 1954 eine Hauptschule. Er erlernte im Anschluss von 1955 bis 1958 den Beruf des Bau- und Kunstschlossers und besuchte parallel zu seiner Lehre die Berufsschule. 1960 leistete er den Präsenzdienst ab. Sattlberger arbeitete von 1965 bis 1984 als Bezirksparteisekretär der ÖVP Kirchdorf an der Krems und absolvierte von 1965 bis 1966 die Sozialakademie in Wien. Er trat 1984 in den Dienst des Landes Oberösterreich und war bis 1991 im Landesdienst beschäftigt. Des Weiteren arbeitete Sattlberger beruflich für die Gewerkschaft öffentlicher Dienst (Sektion 9, Anstalten und Betriebe). 

## Politik und Funktionen
Sattlberger trat 1961 dem Österreichischen Arbeiter- und Angestelltenbund bei und wurde dadurch auch Mitglied der Österreichischen Volkspartei in Oberösterreich. Er begann seine politische Karriere in der Lokalpolitik, wobei er von 1967 bis 1973 als Mitglied des Gemeinderates von Kirchdorf an der Krems fungierte. Er fungierte von 1969 bis 1991 als Bezirksobmann des Österreichischen Arbeiter- und Angestelltenbundes von Kirchdorf an der Krems und hatte zudem die Funktion des Stadtgruppenobmann des Oberösterreichischen Seniorenbundes Kirchdorf an der Krems. Seit 1995 ist er zudem Bezirksobmann des Oberösterreichischen Seniorenbundes Kirchdorf an der Krems. Zudem hatte Sattlberger im Oberösterreichischen Seniorenbund die Funktion eines Landesobmann-Stellvertreters inne. Des Weiteren wirkte er von 1974 bis 1990 als Kammerrat und Mitglied des Kammervorstandes der Kammer für Arbeiter und Angestellte für Oberösterreich und war Bezirksobmann-Stellvertreter im Österreichischen Gewerkschaftsbund Kirchdorf an der Krems. Sattlberger rückte am 1. Juli 1984 für Josef Knoll als Mitglied in den Bundesrat nach, dem er in der Folge bis zum 31. März 1991 angehörte.